# Prisma Tibro

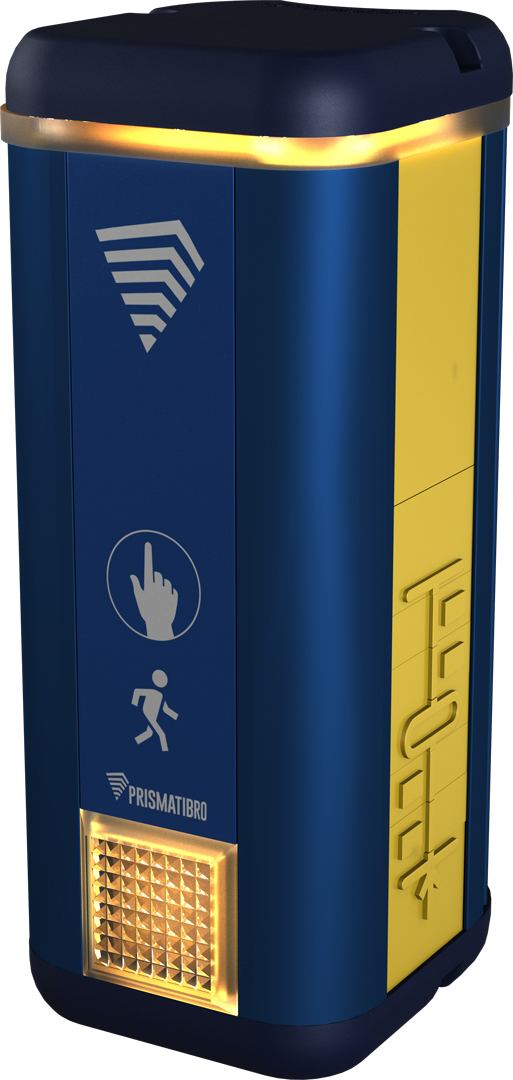
Prisma Daps 2100•L Walk

Prisma Tibro är ett svenskt tillverkningsföretag med egenutvecklade produkter inom elektronik och mekanik, beläget i Tibro. Bolaget bildades genom en fusion av Prisma Teknik och Prisma Light. Ägare sedan 2018 är Addtech.

## Kristen etik
Bolagets ägare 1987–2014, Jan Lund, var troende kristen och ville bygga företaget på kristna principer. Han anställde en EFS-pastor som förbedjare till företaget och del av företagets personalvård. Förbedjaren var heltidsanställd, men hade rätt att arbeta med andra behövande 25 procent av tiden. Företaget hade också tidigt samarbete med kristna grupper som evangeliserade i colombianska fängelser, vilket var upptaget som en del i företagets CSR-verksamhet.

## Fyra produktfamiljer
I bolaget finns fyra produktfamiljer. Prisma Daps, övergångssignalen som man trycker på för att få grönt ljus vid övergångsstället; Prisma DI: mätinstrument för att mäta skevhet hos vevaxlar i riktigt stora förbränningsmotorer; Prisma Button: armbågskontakt som mest används för att öppna dörrar men lika gärna kan ge signaler för att öppna portar, tända ljus eller starta andra processer, och Prisma Light: utomhusbelysning med led-teknik och möjligheter att styra via flera standarder: DALI, Zhaga, Nema, närvaro eller fjärrkontroll.

### Övergångsställessignalen
Företaget har utvecklat en övergångssignal, knappsatsen vid övergångsställen som kan aktiveras för grön signal, och under knappen finns en hand som pekar med pekfingret på knappen. Jan Lund berättade i en intervju med Aftonbladet att den medvetet placerats och ritats så för att det är en kristen symbol. Symbolen står då för "Jesus är enda vägen". Detta ledde till att en privatperson år 2008 JO-anmälde myndigheter som köpt in knappsatsen. Anmälan föranledde dock ingen åtgärd från JO:s sida. Designern av knappsatsen förnekar att det fanns någon sådan tanke överhuvudtaget, men Jan Lund hävdar att fingret var med på de första skisserna som var underlag till designern, och att förändringarna på handen därefter var små.

## Galleri

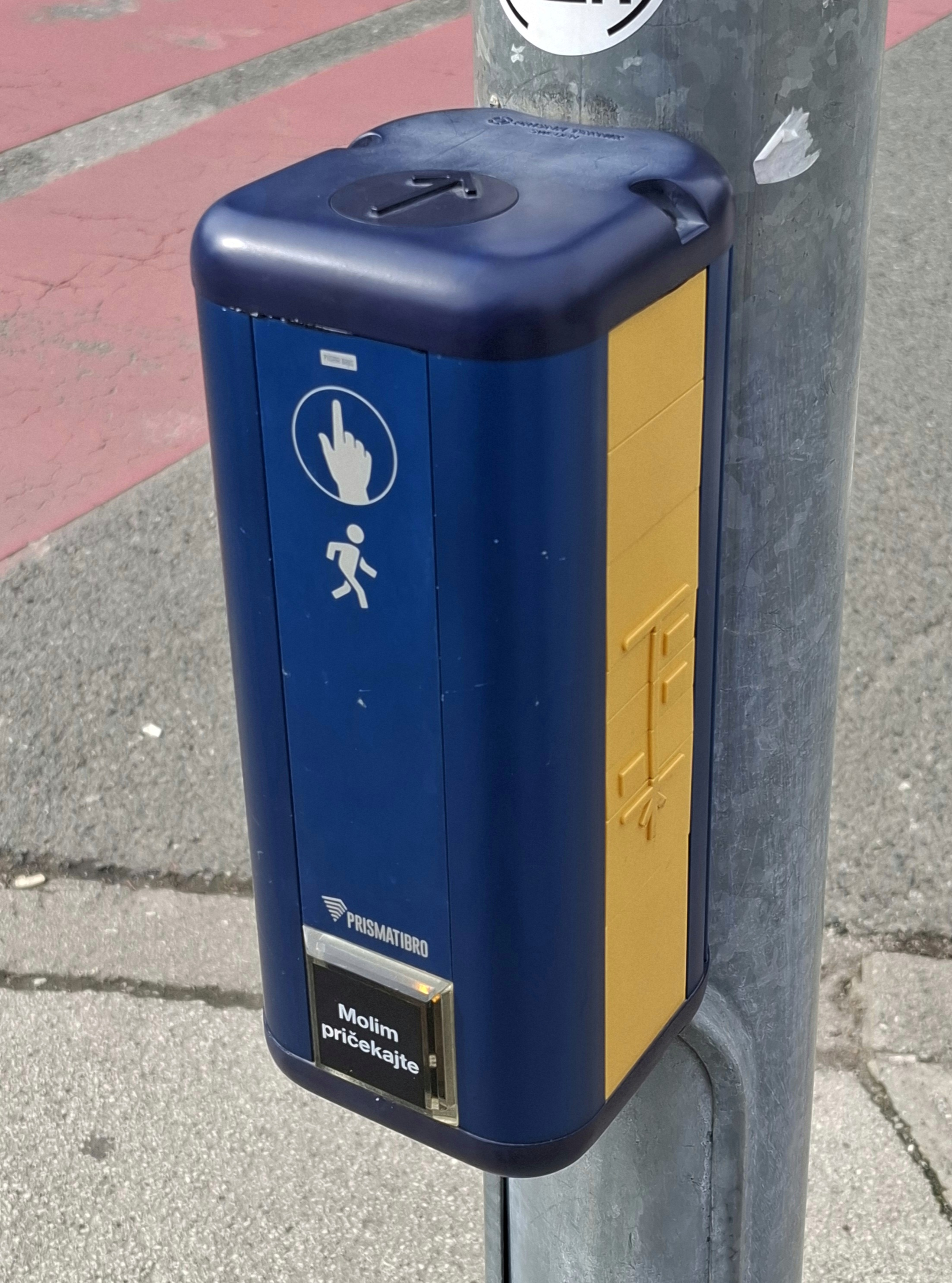
Prisma Daps modell i Zagreb, Kroatien
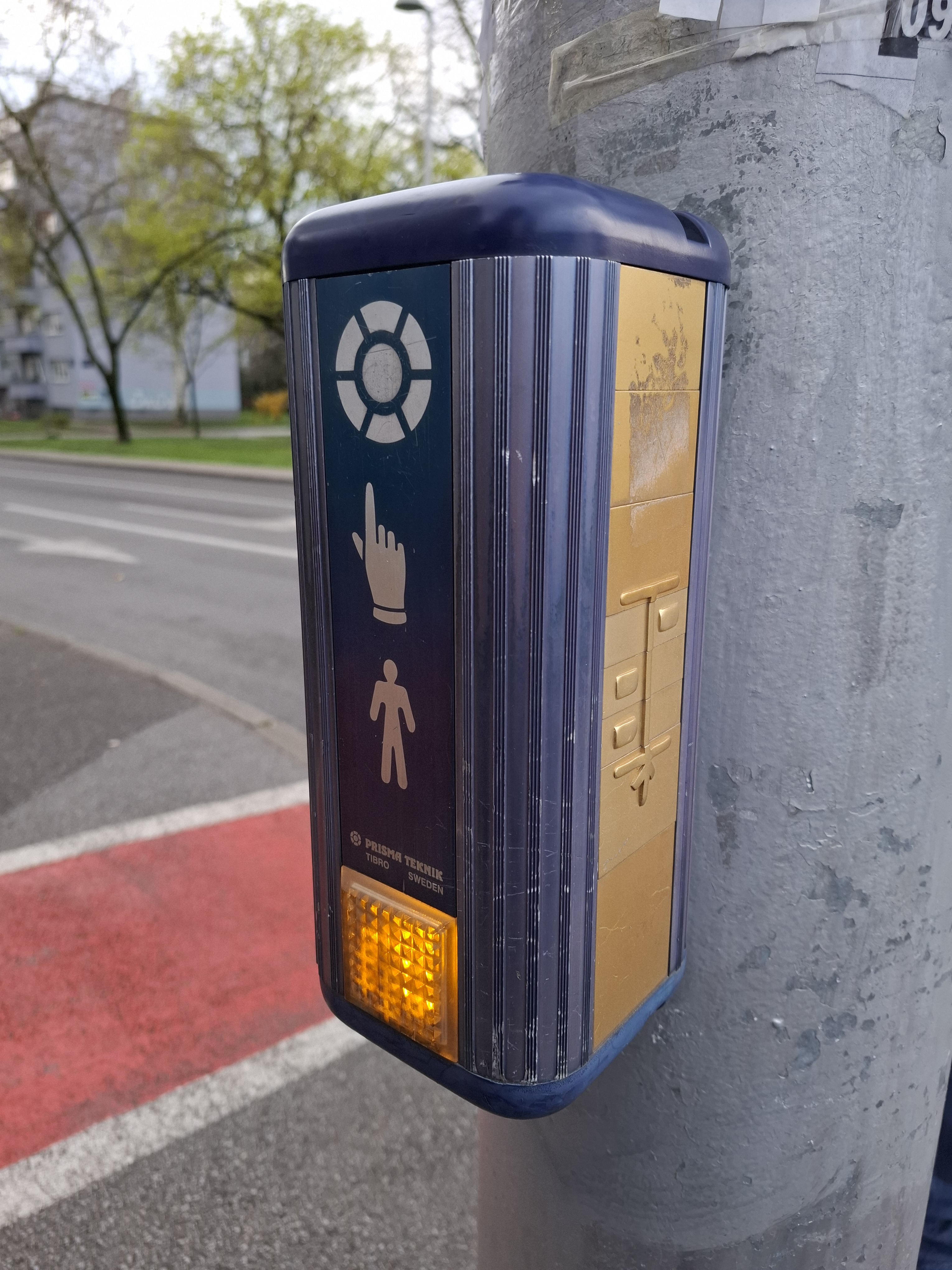
Äldre Prisma Daps modell i Zagreb
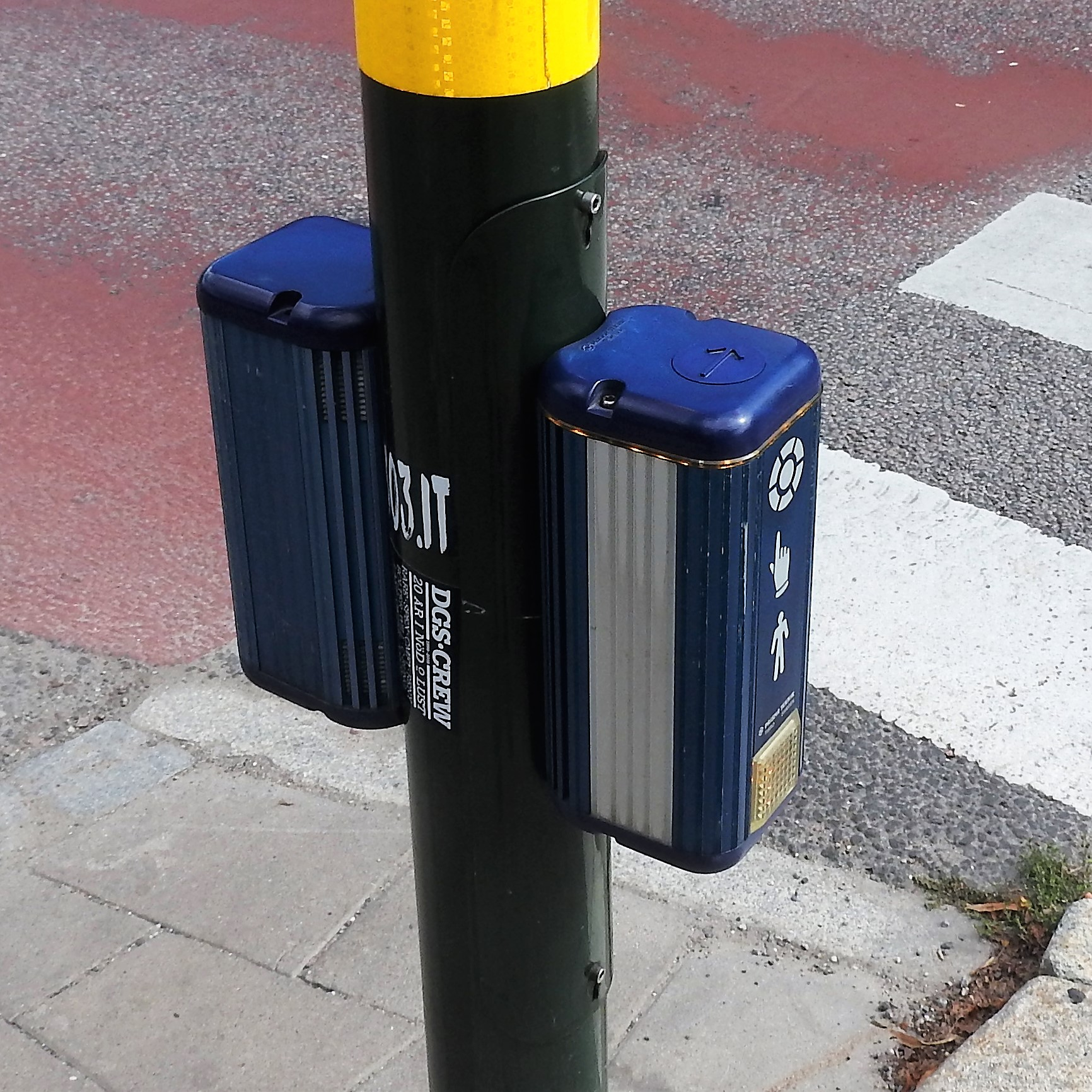
Två Prisma Daps på övergångsstället i Stockholm